# Euphroniaceae
Euphroniaceae es una familia de plantas fanerógamas que comprende dos géneros con ocho especies.
Estas plantas se producen en pequeñas áreas en Venezuela, Guyana, Colombia y el noroeste de Brasil.

## Descripción
Por lo general, son arbustos, raramente árboles. Las hojas son alternas, indivisas, cubiertas en la parte inferior con densos pelos blancos o grises. Las hojas tienen pequeñas estípulas. Las flores son bisexuales, radiales, reunidos en racimos en las axilas de las hojas. La fruta está dividida en 3 cámaras  con una sola semilla en cada una.

## Taxonomía
La familia fue descrita por  Luis Marcano-Berti y publicado en Pittieria 18: 16. 1989. El género tipo es: Euphronia

## Géneros
- Euphronia
- Lightiodendron